# Éric Le Chanony
Éric Le Chanony (Amiens, 28 de febrero de 1968) es un deportista francés que compitió en bobsleigh en las modalidades doble y cuádruple.
Participó en tres Juegos Olímpicos de Invierno, entre los años 1994 y 2002, obteniendo una medalla de bronce en Nagano 1998, en la prueba cuádruple (junto con Bruno Mingeon, Emmanuel Hostache y Max Robert), y el quinto lugar en Salt Lake City 2002, en la misma prueba.
Ganó dos medallas en el Campeonato Mundial de Bobsleigh, oro en 1999 y bronce en 1995, y una medalla de plata en el Campeonato Europeo de Bobsleigh de 2002.

## Palmarés internacional
| Juegos Olímpicos   | Juegos Olímpicos           | Juegos Olímpicos  | Juegos Olímpicos |
| Año                | Lugar                      | Medalla           | Prueba           |
| ------------------ | -------------------------- | ----------------- | ---------------- |
| 1998               | Nagano (Japón)             | Medalla de bronce | Cuádruple        |
| Campeonato Mundial |                            |                   |                  |
| Año                | Lugar                      | Medalla           | Prueba           |
| 1995               | Winterberg (Alemania)      | Medalla de bronce | Doble            |
| 1999               | Cortina d'Ampezzo (Italia) | Medalla de oro    | Cuádruple        |
| Campeonato Europeo |                            |                   |                  |
| Año                | Lugar                      | Medalla           | Prueba           |
| 2002               | Cortina d'Ampezzo (Italia) | Medalla de plata  | Cuádruple        |